# Sangmissoq
Sangmissoq ou Sammisoq (en danois : Sangmissoq Ø) est une île située au sud du Groenland et à l'est du cap Farvel. Sa superficie est de 673 km2.
L'île appartient à la municipalité de Kujalleq (qui comprend la pointe sud du Groenland).

## Géographie
La superficie de Sangmissoq est de 659 km2 et sa plus grande longueur est de 60 km. L'île est séparée du Groenland continental au nord par l'étroit passage du prince Christian. L'île a des glaciers au sud et à l'ouest. Sa côte est profondément découpée et sa partie sud est presque séparée de l'île principale par deux fjords étroits. Au sud se trouve l'île Itilleq et à l'ouest Annikitsoq, les deux faisant partie du même groupe.
La partie nord de l'île comporte une station météorologique sans population permanente appelée Ikerasassuaq, mais aussi Prince Christian Sound weatherstation (ou Prins Christian Sund ou Bluie East One) car elle est sur la rive du passage du prince Christian.
Sangmissoq est une île montagneuse et Niaqornaq, son point culminant, se dresse à 1 546 m d'altitude. C'est un sommet ultra-proéminent, ce qui signifie qu'un trajet vers n'importe quelle montagne plus élevée implique une descente de plus de 1 500 m avant de remonter, dans ce cas jusqu'au niveau de la mer.